# 錦繡前程 (1994年電影)
《錦繡前程》，1994年於香港上映，導演為陳嘉上，由張國榮、梁家輝領銜主演。

## 故事簡介
林超榮（張國榮飾）失去保險經紀職位，女友更對他提出分手，遂投靠初戀女友，並向好友阮世生（梁家輝飾）借錢到澳門一搏，卻輸清光。此時，兩人遇上成功事業女士Winnie（關芝琳飾），且向她展開追求。榮誤打誤撞，獲Winnie的上司賞識，後來見利忘義，更賣掉了由生所管理的老人院。
值得一提的是，劇中部份角色名，例如：林超榮、阮世生、Winnie Tsang(曾麗芬)、馬偉豪及(張)小嫻，均為數位電影幕後製作人好友的名字。

## 演員
- 張國榮 飾 林超榮
- 梁家輝 飾 阮世生
- 關芝琳 飾 Winnie Tsang
- 王敏德 飾 馬偉豪
- 陳妙瑛 飾 Elaine
- 黃子華 飾 張志誠
- 梁思敏 飾 小嫻
- 曾江 飾 Bosco
- 盧敦 飾 忠伯
- 翁慧德
- 招秉恒 飾  Winnie包養的小白臉